# Берг, Моррис
Моррис «Мо» Берг (2 марта 1902, Нью-Йорк -
29 мая 1972, Белвилл, штат Нью-Джерси) — американский бейсболист-кэтчер и тренер в Главной лиге бейсбола, который впоследствии был сотрудником Управления стратегических служб во время Второй мировой войны. Чемпион Американской Лиги (1933). Хотя он сыграл 15 сезонов в высшей лиге, отыграв за четыре команды Американской лиги, Берг всегда был лишь средним игроком, как правило, использовавшимся в качестве резервного кэтчера, и лучше известен как «умнейший парень в бейсболе», чем за всё, что он сделал в поле. Бейсболист Кейси Стенгель однажды назвал Берга «самым странным человеком, когда-либо игравшим в бейсбол».
Выпускник Принстонского университета и юридического факультета Колумбийского университета, Берг говорил на нескольких языках и регулярно читал по 10 газет в день. Его репутация была обусловлена его успешными выступлениями в качестве участника на радиовикторине Information, please!, в которой он отвечал на вопросы об этимологии слов и имён из греческого и латинского языков, исторических событиях в Европе и на Дальнем Востоке, а также на текущих международных конференциях.
В качестве агента правительства Соединённых Штатов Берг отправился в Югославию для сбора информации о группах Сопротивления, возможность поддержки которых рассматривало правительство США. Затем он был направлен в Италию, где встречался с различными учёными, в том числе известным аэродинамиком Антонию Ферри, физиками, работавшими в немецкой ядерной программе.
После войны Берг некоторое время работал в организации-преемнике Управления стратегических служб, Центральном разведывательном управлении, но к середине 1950-х годов стал безработным. Он провёл два последних десятилетия своей жизни без работы, живя с различными братьями и сёстрами.
В 2018 году вышел фильм Шпионская игра, роль Берга, исполнил актер Пол Радд.